# Vive por la espada, muere por la espada

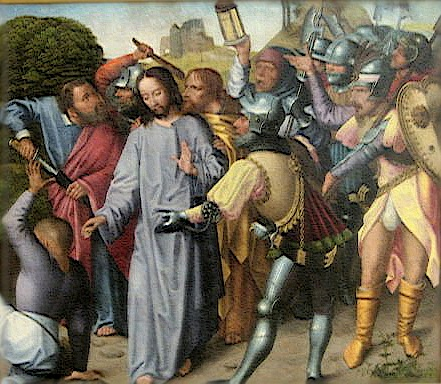
El arresto de Cristo (c. 1500) por el maestro del retablo de Évora, que muestra a Jesús interviniendo después de que uno de los discípulos le cortara la oreja al sirviente del sumo sacerdote Caifás

La frase proviene de Mateo 26, en el que se describe a uno de los discípulos de Jesús que golpeó al siervo del Sumo Sacerdote de Israel y le cortó la oreja.

## Cita bíblica original
Se describe que Jesús lo reprendió, diciendo:
| Versión                             | Texto |
| ----------------------------------- | --- |
| Original Griego Nuevo Testamento    | τότε λέγει αὐτῶ ὁ ἰησοῦς, ἀπόστρεψον τὴν μάχαιράν σου εἰς τὸν τόπον αὐτῆς, πάντες γὰρ οἱ λαβόντες μάχαιραν ἐν μαχαίρῃ ἀπολοῦνται. |
| Latin Vulgata                       | Tunc ait illi Jesus: Converte gladium tuum in locum suum: omnes enim, qui acceperint gladium, gladio peribunt.                    |
| King James Version (KJV)            | Entonces Jesús le dijo: Vuelve a poner tu espada en su sitio, porque todos los que toman la espada perecerán a espada.            |
| New Revised Standard Version (NRSV) | Entonces Jesús le dijo: "Vuelve a poner tu espada en su sitio, porque todos los que toman la espada perecerán a espada.           |
| New International Version (NIV)     | Vuelve a poner tu espada en su sitio", le dijo Jesús, porque todos los que sacan la espada morirán a espada.                      |
| Biblia de Navarra                   | Vuelve la espada a su sitio, porque todos los que emplean espada a espada pereceran                                               |

El dicho todos los que tomen la espada perecerán con la espada sólo se encuentra en el Evangelio de Mateo y no en ninguno de los otros evangelios. La versión latina se refiere al arma como un gladius, mientras que la versión griega se refiere a ella como una makhaira.

## Interpretaciones
Según San Juan Crisóstomo cuando Jesús reprendió al discípulo sin nombre fue una lección para que Los discípulos pudieran aceptar mansamente lo que les ocurriera cuando hubieran aprendido que esto también ocurre según la voluntad de Dios. Así, en contra de la comprensión proverbial común, San Juan Crisóstomo explica que donde existe la voluntad de Dios (no la voluntad de los hombres) no hay necesidad de reaccionar con pasión.
El dicho se interpreta a veces como los que viven de la violencia morirán de la violencia, que algunos han interpretado como una llamada al pacifismo cristiano o incluso la completa no violencia, incluso en defensa propia.
En los tiempos modernos, el dicho también puede aplicarse a quienes, a sabiendas, realizan actividades peligrosas como parte de sus ocupaciones o con fines de entretenimiento, pero aceptan el riesgo de sufrir lesiones graves o de morir a causa de esas actividades.

## Historia
Una línea muy similar se puede encontrar en el Agamenón, la primera obra de la trilogía Orestiada del tragedia griega antigua y dramaturgo Esquilo. El verso, pronunciado por la reina Clitemnestra de Micenas después de asesinar a su marido, el rey Agamenón, en un acto de venganza, se traduce en el griego original y se traduce al inglés (con diferentes niveles de similitud con el original) como:
| Versión                                                         | Texto                                                                 |
| --------------------------------------------------------------- | --------------------------------------------------------------------- |
| Original en griego (Agamemnon, l. 1529)                         | ξιφοδηλήτῳ, θανάτῳ τίσας ᾇπερ ἦρχεν.                                  |
| Traducción de R. C. Trevelyan                                   | Como pecó por la espada, así es la muerte por la espada su expiación. |
| Traducción de Dr. Timothy Chappell (The Open University)        | Él la mató con falsedades, con falsedades él también morirá.          |
| Traducción de Robert Fagles (Princeton University)              | "Por la espada hiciste tu trabajo y por la espada morirás".           |
| Traducción de Christopher Collard (The Queen's College, Oxford) | "[...] ha pagado justamente por esa hazaña, muerto por la espada".    |

La línea difiere entre los traductores y se entiende de diversas maneras como "vive por la espada, muere por la espada" u "ojo por ojo", enfatizando la ironía o lo apropiado del medio por el que fue asesinado. La obra, representada por primera vez en el año 458 a. C., es anterior al concepto similar propugnado en el Evangelio de Mateo, y sigue siendo popular hasta hoy con representaciones regulares. and readings.

## Referencias en la cultura popular

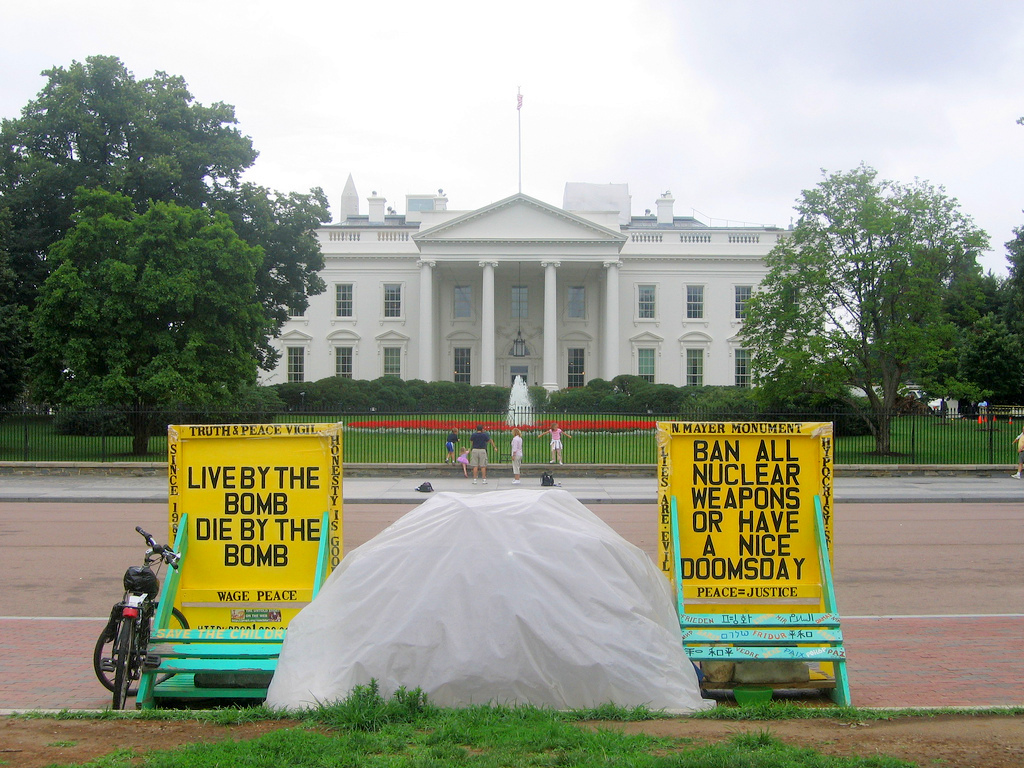
"Live by the bomb die by the bomb" en la Vigilia por la Paz de la Casa Blanca, iniciada por Thomas en 1981.